# Sven Magnus Petersson
Sven Magnus Petersson, född 10 maj 1843 i Hjorteds församling, Kalmar län, död 31 mars 1925 i Tryserums församling, Kalmar län, var en svensk lantbrukare och riksdagspolitiker.
Petersson var lantbrukare i Snällebo i Tryserums socken. Han var även politiker och var ledamot av riksdagens andra kammare 1900-1908, invald i Norra Tjusts härads valkrets. 

## Fotnoter
1. ↑  Sveriges Dödbok 1901–2009, DVD-ROM, Version 5.00, Sveriges Släktforskarförbund (2010).